# Sandra Kaiser
Sandra Kaiser (* 2. Februar 1983) ist eine ehemalige österreichische Skispringerin.
Sandra Kaiser war die erste Siegerin des FIS-Ladies-Grand-Prix bei der Premiere 1999. Dabei gewann sie drei von fünf Springen in Baiersbronn, Schönwald und Breitenberg, und wurde einmal Zweite in Ramsau. Am Ende belegte sie vor der US-Amerikanerin Karla Keck und ihrer Landsfrau Daniela Iraschko deutlich den ersten Platz.
Ihre letzten internationalen Wettkämpfe bestritt sie im Sommer 2006.